# Anna Elisabeth Wetterling
Anna Elisabeth Wetterling, född 1745, död 10 december 1804 i Göteborgs domkyrkoförsamling, var en svensk företagare.  
Hon skötte Wetterlings handelshus i Göteborg i samarbete med sin syster Ewa Maria Wetterling 1773–1777, och därefter som kompanjon med sin svåger 1777–1802.  Att som ogift kvinna sköta ett betydande handelsföretag var ovanligt i Sverige under den tid ogifta kvinnor stod under förmynderskap, och att två ogifta kvinnor under denna tid skötte ett stort handelshus som kompanjoner torde vid denna tid vara unikt.

## Biografi
Anna Elisabeth Wetterling var dotter till handlanden Daniel Wetterling (1702–1760) och handlanden Maria Justina Jürgensson (1713–1773).  Hennes mor, mormor Maria Jürgensson och mormorsmor Brita Hansdotter Assmund hade alla tre skött handelshus efter sin make och mor, sin mor och sin make. År 1760 avled hennes far, och hennes mor skötte då själv Wetterlings handelshus fram till sin egen död tretton år senare.  
Anna Elisabeth Wetterling och hennes systrar Ewa Maria (1746–1787) och Britta Charlotta (1749–1776) var alla tre ogifta, och det var inte möjligt att följa den vanliga traditionen när en son saknades, och överlåta företaget på en svärson.   I stället övertogs handelshuset efter moderns död av de tre ogifta döttrarna.  Brita Charlotta lät sig köpas ut, men hennes systrar skötte verksamheten fram till 1777.   
Att två ogifta kvinnor skötte ett handelshus tillsammans var vid denna tid nära unikt i Sverige, där normalt sett kvinnor bara ägnade sig åt affärer om de var änkor, i synnerhet handelshus i denna storleksordning.  Enligt dåtida lag stod ogifta kvinnor under förmynderskap och saknade laglig rätt att sköta ett företag, såvida de inte ansökte hos kungen om att bli myndigförklarade, något som bör ha skett i detta fall.  Systrarna skötte handelshuset i fyra års tid.  
År 1777 upphörde systrarnas kompanjonskap när Anna Elisabeths syster Ewa Maria gifte sig med Peter Militz (1752–1809), som då i tre år hade arbetat i systrarnas handelsfirma.  Bröllopet gjorde Ewa Maria omyndig och Peter Militz till hennes förmyndare och ägare av hennes rättigheter i företaget.  Handelshuset fick då namnet Wetterling och Militz. 'Mademoiselle Anna Elisabeth Wetterling' tycks då ha blivit sin svågers kompanjon och fortsatte att vara aktiv inom affärslivet: hon anges i tomtöreslängden från 1787 uttryckligen som aktiv inom handeln.  Hon ägde sin andel ännu år 1802.